# Setge de Moya
El Setge de Moya de l'any 1183 fou un dels episodis de l'expansió feudal hispànica.
La frontera del Tajo s'havia vist desbordada la segona meitat del segle xii, perquè Alfons VIII de Castella avançava cap al Xúquer. Va assetjar Conca però després de cinc mesos de setge el califa Abu-Yaqub Yússuf ibn Abd-al-Mumin atacar Huete i així va obligar el castellà a aixecar el setge. El califa Yaqub, el filòsof Averroes, l'historiador Sahib al-Sala que fa una detallada descripció de Conca i altres notables almohades entraren a la ciutat i socorregueren els oprimits. Abu-Yaqub Yússuf i Alfons VIII van signar una treva per set anys.
La treva es trencà l'estiu de 1176 quan els musulmans de Conca, juntament amb els d'Alarcón i Moya van atacar les terres cristianes de Huete i Uclés, i trencar el pacte, i Alfons VIII i els seus aliats van contratacar i van prendre Conca el 1177.
El Castell de Moya cau definitivament en poder cristià l'any 1183 per Alfons VIII de Castella, després d'un dur setge esdevé una plaça d'importància estratègica per a l'expansió del feudalisme en general.